# Secrets (album de Toni Braxton)
Pour les articles homonymes, voir Secrets.
Albums de Toni Braxton
Toni Braxton
(1993) The Heat
(2000)
Singles
1. You're Makin' Me High/Let It Flow
Sortie : 21 mai 1996
2. Un-Break My Heart
Sortie : 7 octobre 1996
3. I Don't Want To/I Love Me Some Him
Sortie : 11 mars 1997
4. How Could An Angel Break My Heart
Sortie : 4 novembre 1997

Secrets est le second album studio de la chanteuse américaine Toni Braxton, sorti le 14 juin 1996. L'album démarre à la seconde place du Billboard 200 américain lors de sa sortie, atteint la 1re place du Top R&B/Hip-Hop Albums, se vend à 8 millions d'exemplaires aux États-Unis, en devenant 8 fois disques de platine et s'est écoulé entre 15 et 20 millions de copies dans le monde.
L'album génère quatre singles: You're Makin' Me High/Let It Flow, qui s'érige à la 1re place du Billboard Hot 100, mais aussi au 1er rang du Hot Dance Club Songs et du Hot R&B/Hip-Hop Songs, Un-Break My Heart, qui atteint la 1re place du Billboard Hot 100 pendant 11 semaine consécutives mais aussi le 1er rang du Hot Adult Contemporary Tracks, Hot Dance Club Songs et devient également son titre signature, s'érigeant à la 1re place en Autriche, Belgique, Europe, Suède, Suisse et dans le top 10 d'autres pays, I Don't Want To/I Love Me Some Him, qui atteint la 9e position du Hot R&B/Hip-Hop Songs et How Could An Angel Break My Heart en duo avec Kenny G, qui culmine à la 12e place du Hot Adult Contemporary Tracks.
Le single Un-Break My Heart, est également considéré comme la 2de meilleure vente de singles par une artiste féminine de tous les temps,,,.
De par cet énorme succès, Toni Braxton remporte deux Grammy Awards : celui du Grammy Award de la meilleure chanteuse pop et celui du Grammy Award de la meilleure prestation vocale R&B féminine.

## Historique
Après le succès de son 1er opus, Toni Braxton en 1993, qui avait généré cinq singles à succès et s'était vendu à 10 millions d'exemplaires dans le monde, lui permettant de remporter une multitude de trophées,, Toni Braxton avait donc enregistrée le single Let It Flow, officiant en tant que bande originale du film à succès Où sont les hommes ? dont Whitney Houston fut l'interprète majoritaire de la bande originale et également l'actrice principale du film.

## Composition
L'opus s'ouvre avec "Come On Over Here", titre R&B, composé par Tony Rich, dévoile les fantasmes de Toni. La deuxième piste You're Makin' Me High, titre R&B, composé par Babyface et Bryce Wilson, continue de dévoiler, de manière plus sexy que la chanson précédente, les fantasmes de Toni. Le troisième extrait "There's No Me Without You" est une ballade R&B, à l'aspect assez pop de par sa guitare octroyée à son ensemble, qui parle de tout l'amour d'une femme envers un homme. La quatrième chanson "Un-Break My Heart" est une ballade R&B aux sonorités latines, écrite par Diane Warren, qui parle de Toni en train de chanter à son ancien amant, toute la douleur qu'elle ressent. La cinquième piste "Talking In His Sleep", produit par Keith Crouch, dévoile l'adultère d'un homme.
La sixième musique How Could An Angel Break My Heart en duo avec Kenny G au saxophone, est une ballade R&B, dévoilant l'agonie d'une femme lorsqu'elle découvre l'infidélité de son amant. La septième piste "Find Me A Man", est une ballade R&B aux sonorités latines, co-écrite en partie par Babyface parle de trouver l'homme idéal. Let It Flow, qui officie en tant que bande originale du film à succès Où sont les hommes ?, dévoile le bonheur amoureux tout en douceur et délicatesse. Le neuvième extrait "Why Should I Care" est une ballade R&B composée par R. Kelly qui parle de ses souvenirs passés. La chanson suivante I Don't Want To est une ballade R&B composée par R. Kelly, qui parle de ne plus chanter une autre chanson triste et affirme le caractère de l'interprète. Le onzième morceau I Love Me Some Him, chanson R&B produite par Soulshock & Karlin, parle de l'amour de soi-même qui est plus présent que celui de son amoureux. La douzième chanson "In The Late Of Night" est une ballade R&B parlant d'ébats amoureux.

## Singles
Le 21 mai 1996, elle publie le 1er extrait de l'opus You're Makin' Me High/Let It Flow, qui s'érige à la 1re place du Billboard Hot 100, mais aussi au 1er rang du Hot Dance Club Songs et du Hot R&B/Hip-Hop Songs, en remportant même un Grammy Award de la meilleure prestation vocale R&B féminine. Le vidéoclip qui illustre la chanson est réalisé par Bille Woodruff. Elle y dévoile Toni accompagnée de Erika Alexander, Vivica A. Fox et Tisha Campbell-Martin, jugent le strip-tease de plusieurs hommes qui défilent. Toni Braxton You're Makin' Me High vidéo officielle Youtube. "Let It Flow" est dirigé par Herb Ritts. Il y démontre Toni chantant sur un morceau de glace et dansant au milieu de danseurs. Toni Braxton Let It Flow vidéo officielle Youtube
Le 7 octobre 1996, elle propose un 2d single Un-Break My Heart, qui atteint la 1re place du Billboard Hot 100 pendant 11 semaines consécutives mais aussi le 1er rang du Hot Adult Contemporary Tracks, Hot Dance Club Songs et devient également son titre signature, s'érigeant à la 1re place en Autriche, Belgique, Europe, Suède, Suisse, en remportant même un Grammy Award de la meilleure chanteuse pop. Le single Un-Break My Heart, est également considéré comme la 2de meilleure vente de singles par une artiste féminine de tous les temps,,,. La vidéo qui accompagne le titre est réalisée par Bille Woodruff. On y perçoit Toni en train de se remémorer les bons moments lorsque son homme meurt dans ses bras, à la suite d'un accident de moto. Toni Braxton Un-Break My Heart vidéo officielle Youtube
Le 11 mars 1997, elle commerciale un 3e titre I Don't Want To/I Love Me Some Him, qui atteint la 9e position du Hot R&B/Hip-Hop Songs. Le vidéoclip qui accompagne l'extrait, est tourné par Bille Woodruff. Il y démontre Toni, vêtue d'un tee-shirt blanc et d'un jean bleu, en train de chanter dans une immense salle blanche. Toni Braxton I Don't Want To vidéo officielle Youtube.
Le 4 novembre 1997, elle dévoile le 4e titre de l'opus How Could An Angel Break My Heart en duo avec Kenny G, qui atteint la 12e place du Hot Adult Contemporary Tracks. La vidéo musicale de ce titre, est dirigée par Iain Softley. Elle y retransmet Toni, sublimement vêtue, dans un immense château de l'ancienne époque où dansent beaucoup de gens, puis elle défaille lorsqu'elle découvre que son homme courtise une autre femme. Toni Braxton How Could An Angel Break my Heart vidéo officielle Youtube

## Performance commerciale
L'album démarre à la seconde place du Billboard 200 américain lors de sa sortie, atteint la 1re place du Top R&B/Hip-Hop Albums, se vend à 8 millions d'exemplaires aux États-Unis, en devenant 8 fois disques de platine et s'est écoulé entre 15 et 20 millions de copies dans le monde,,.

### Récompenses et nominations
De par cet énorme succès, Toni Braxton remporte deux Grammy Awards : celui du Grammy Award de la meilleure chanteuse pop et celui du Grammy Award de la meilleure prestation vocale R&B féminine.

## Liste des titres et formats
| 1.    | Come On Over Here                 | Tony Rich, L.A Reid    | 3:36 |
| 2.    | You're Makin' Me High             | Babyface, Bryce Wilson | 4:26 |
| 3.    | There's No Me Without You         | Babyface               | 4:19 |
| 4.    | Un-Break My Heart                 | David Foster           | 4:30 |
| 5.    | Talking In His Sleep              | Keith Crouch           | 5:33 |
| 6.    | How Could An Angel Break My Heart | Babyface               | 4:20 |
| 7.    | Find Me A Man                     | Babyface               | 4:27 |
| 8.    | Let It Flow                       | Babyface               | 4:21 |
| 9.    | Why Should I Care                 | Babyface               | 4:25 |
| 10.   | I Don't Want To                   | R. Kelly               | 4:17 |
| 11.   | I Love Me Some Him                | SoulShock & Karlin     | 5:09 |
| 12.   | In the Late of Night              | Babyface               | 5:18 |
| 54:53 |                                   |                        |      |

| Asie du sud et Australie edition | Asie du sud et Australie edition  | Asie du sud et Australie edition | Asie du sud et Australie edition | Asie du sud et Australie edition | Asie du sud et Australie edition | Asie du sud et Australie edition | Asie du sud et Australie edition | Asie du sud et Australie edition | Asie du sud et Australie edition |
| No                               | Titre                             | Producteur(s)                    | Durée                            |                                  |                                  |                                  |                                  |                                  |                                  |
| -------------------------------- | --------------------------------- | -------------------------------- | -------------------------------- | -------------------------------- | -------------------------------- | -------------------------------- | -------------------------------- | -------------------------------- | -------------------------------- |
| 1.                               | Nightlife/Intro                   |                                  | 0:30                             |                                  |                                  |                                  |                                  |                                  |                                  |
| 2.                               | Come On Over Here                 | Tony Rich, L.A Reid              | 3:36                             |                                  |                                  |                                  |                                  |                                  |                                  |
| 3.                               | You're Makin' Me High             | Babyface, Bryce Wilson           | 4:26                             |                                  |                                  |                                  |                                  |                                  |                                  |
| 4.                               | There's No Me Without You         | Babyface                         | 4:19                             |                                  |                                  |                                  |                                  |                                  |                                  |
| 5.                               | Un-Break My Heart                 | David Foster                     | 4:30                             |                                  |                                  |                                  |                                  |                                  |                                  |
| 6.                               | Talking In His Sleep              | Keith Crouch                     | 5:33                             |                                  |                                  |                                  |                                  |                                  |                                  |
| 7.                               | How Could An Angel Break My Heart | Babyface                         | 4:20                             |                                  |                                  |                                  |                                  |                                  |                                  |
| 8.                               | Find Me A Man                     | Babyface                         | 4:27                             |                                  |                                  |                                  |                                  |                                  |                                  |
| 9.                               | Let It Flow                       | Babyface                         | 4:21                             |                                  |                                  |                                  |                                  |                                  |                                  |
| 10.                              | Why Should I Care                 | Babyface                         | 4:25                             |                                  |                                  |                                  |                                  |                                  |                                  |
| 11.                              | I Don't Want To                   | R. Kelly                         | 4:17                             |                                  |                                  |                                  |                                  |                                  |                                  |
| 12.                              | I Love Me Some Him                | SoulShock & Karlin               | 5:09                             |                                  |                                  |                                  |                                  |                                  |                                  |
| 13.                              | In The Late Of Night              | Babyface                         | 5:18                             |                                  |                                  |                                  |                                  |                                  |                                  |
| 14.                              | Toni's Secrets                    |                                  | 0:30                             |                                  |                                  |                                  |                                  |                                  |                                  |
| 56:00                            |                                   |                                  |                                  |                                  |                                  |                                  |                                  |                                  |                                  |

| 12. | In The Late Of Night |  | 5:18 |
| 13. | Toni's Secrets       |  | 0:15 |

| 13. | You're Makin Me High (T'empo Mix)             | Tim Lennow, Andrew Clough, Colin Thorpe | 4:13 |
| 14. | Un-Break My Heart (Classic Radio Mix)         | Frankie Knuckles, Satoshi Tomiie        | 4:27 |
| 15. | I Don't Want To (Frankie Knuckles Radio Edit) | Frankie Knuckles, Satoshi Tomiie        | 3:56 |

| 13. | Regresa A Mi ("Un-Break My Heart" Spanish Version) |  | 4:30 |

| 13. | Toni's Secrets                                |                                         | 0:15 |
| 14. | You're Makin Me High (T'empo Mix)             | Tim Lennow, Andrew Clough, Colin Thorpe | 4:13 |
| 15. | Un-Break My Heart (Classic Radio Mix)         | Frankie Knuckles, Satoshi Tomiie        | 4:27 |
| 16. | I Don't Want To (Frankie Knuckles Radio Edit) | Frankie Knuckles, Satoshi Tomiie        | 3:56 |

## Classements
| Classement (1996),                                       | Meilleur position  |
| -------------------------------------------------------- | ------------------ |
| Dutch Albums Chart                                       | 1                  |
| Classement RIANZ des albums en Nouvelle-Zélande          | 11                 |
| Billboard 200                                            | 2                  |
| Billboard Top R&B/Hip-Hop Albums                         | 1                  |
| Classement (1997)                                        | Meilleure position |
| Classement ARIA des albums en Australie                  | 11                 |
| Classement des albums en Autriche                        | 2                  |
| Classement Ultratop 50 des albums en Belgique (Flandre)  | 4                  |
| Classement Ultratop 50 des albums en Belgique (Wallonie) | 6                  |

| Classement (1997)                         | Meilleure position |
| ----------------------------------------- | ------------------ |
| Classement des albums au Canada           | 5                  |
| Classement des albums en Finlande         | 3                  |
| Classement SNEP des albums en France      | 22                 |
| Classement Media Control en Allemagne     | 2                  |
| Classement Mahasz des albums en Hongrie   | 5                  |
| Classement VG-lista des albums en Norvège | 1                  |
| Classement des albums en Suède            | 2                  |
| Classement des albums en Suisse           | 1                  |
| Classement des albums au Royaume-Uni      | 10                 |